# مشماس (علم الفلك)

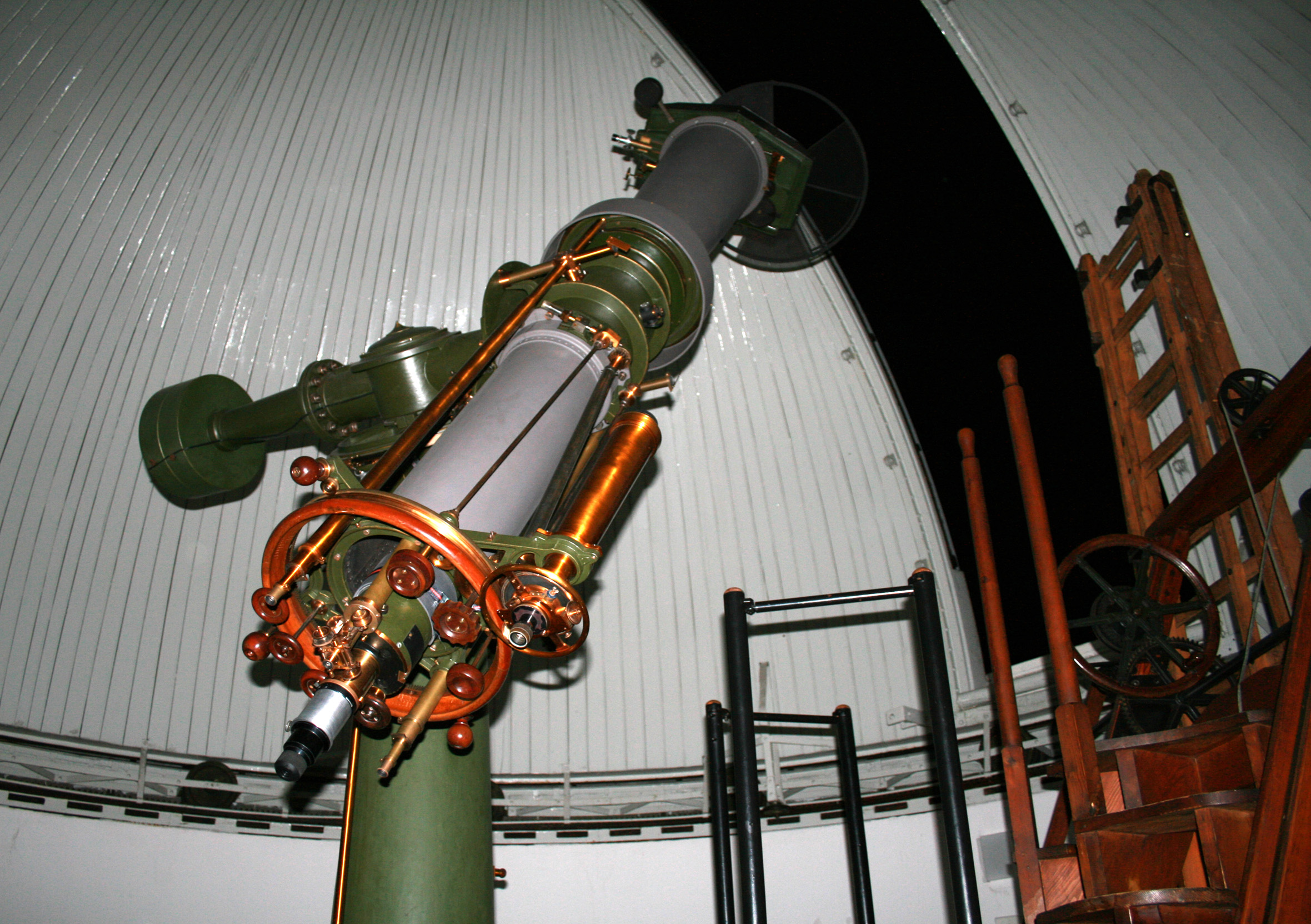
مشماس في مرصد كُفنر في فيينا

المِشماس أو المقياس الشمسي أو المِجرام أو الهِليومِتر (بالإنجليزية: Heliometer) هو مقياس مصمم في الأصل لقياس التغير في قطر الشمس في مواسم مختلفة من السنة، ولكنها تستخدم بشكلها الحديث استخدامًا أوسع غيره.